# فوستر فيتزسيمونز
فوستر فيتزسيمونز (بالإنجليزية: Foster Fitzsimmons)‏ (30 يونيو 1912 - 16 أبريل 1991)؛ روائي أمريكي.